# 李天慧
李天慧（英語：Doris，1994年12月19日—，暱稱多多或多姐），澳門自媒體微辣旗下藝人。。

## 演出
- 2021年：《微辣笑林寺》評判[2]

## 個人生活
2014年，李天慧開始與Vitor Wai（中文姓為“惠”）交往，但當時男方正在美國求學，兩人要遠距離戀愛，期間一年只會見面一次。二〇一七年，李天慧從澳門大學得到社會科學學士 (傳播學)學歷。李天慧和林茂發(加蔥)戲裏戲外均是親密搭檔，她在二〇二一年以自己名義用香港巴士車身廣告高調為他慶祝生日一事更是廣為人知。2022年1月，兩人(李氏和惠氏)宣佈訂婚。2022年4月12日，兩人簽紙結婚，正式成為夫妻，並在11月19日補擺喜酒。2023年4月12日，即兩人結婚一周年的日子，在Instagram上貼出超聲波照片，宣佈懷孕15周。11月中旬，李天慧在Instagram限時動態宣佈已誕下兒子。

## 爭議
二〇二〇年，李天慧在澳門威尼斯人賭場附近胡亂泊車，堵塞道路，更無禮對待受阻人士，事件公開後她道歉。
2021年8月，微辣經理人劉靜儀（阿晶）宣佈離職，事後傳出離職原因為被藝人投訴「搶Job」，據悉投訴人就是李天慧。事後劉靜儀因與微辣成員的感情糾紛、網絡欺凌甚至恐嚇罹患抑鬱症，最終亦於2023年7月26日自殺身亡。死訊傳出後大批網民批評李天慧不僅在誤會對方後並無道歉，更帶頭杯葛阿晶，欺凌行為不能接受。7月31日，網上討論區連登流出一短訊對話截圖，內容顯示李天慧向阿晶道歉，表示並未恰當處理這件事以及關心阿晶的情緒，無人希望發生這件事。她亦坦承收到多名網民對自己的攻擊，她仍未可以好好地處理自己的心情，並認為真相或證據在這一刻已經不再重要。然而，網民並不接受其道歉，認為她毫無悔意，而且不認同「真相或證據在這一刻已經不再重要」，因為道理並不在她的一邊。

## 外部連結
- 李天慧的Instagram帳戶
- 李天慧的Facebook專頁
- YouTube上的李天慧頻道